# Езёро-Плавно (заповедник)
Заповедник «Езёро-Плавно» (пол. Jezioro Pławno) — заповедник в Польше в ландшафтном парке «Пуща-Зелёнка» на территории гмины Мурована-Гослина Познанского повята Великопольского воеводства, Польша. Заповедник назван именем озера Плавно.

## История
Заповедник был создан 11 октября 1978 году решением польского Министерства лесного хозяйства и деревообрабатывающей промышленности для охраны редких видов водной и торфяной растительности с лютиком длиннолистным (Ranunculus lingua), меч-травой обыкновенной и рдестом красноватым (Potamogeton rutilus).
Заповедник занимает площадь размером 16,71 гектаров.